# AGH科学技術大学
AGH科学技術大学（英語: AGH University of Science and Technology、ポーランド語:Akademia Górniczo-Hutnicza im. Stanisława Staszica w Krakowie）は、クラクフに本部を置くポーランドの国公立大学。1919年創立、1919年大学設置。大学の略称はAGH。
工科大学としては学生数、敷地共にポーランドで一番目の規模である。Webometrics Ranking of World Universitiesの工学大学ランキングはAGHを世界340位、ポーランド1位と位置付けている。

欧州を始めとし世界各地の大学と交換留学、各種企業との共同研究なども多数実施している。
「AGH」は「Akademia（大学）」「Górniczo（鉱業）」「Hutnicza（冶金）」の頭文字であり、以前は「クラクフ鉱業冶金大学」の名でも知られていた。
16学部からなる。略称はAGH、AGH-UST。
座標: 北緯50度03分52.3秒 東経19度55分25.5秒 / 北緯50.064528度 東経19.923750度